# Andrew J. Noymer
Andrew J. Noymer, född 4 november 1971, är en amerikansk astronom.
Minor Planet Center listar honom under namnet A. J. Noymer och som upptäckare av 7 asteroider.
Asteroiden 4956 Noymer är uppkallad efter honom.

## Asteroider upptäckta av Andrew J. Noymer
| 4131 Stasik         | 23 februari 1988 |
| 4346 Whitney        | 23 februari 1988 |
| 4768 Hartley        | 11 augusti 1988  |
| 5812 Jayewinkler    | 11 augusti 1988  |
| 10061 Ndolaprata    | 11 augusti 1988  |
| 19969 Davidfreedman | 11 augusti 1988  |
| (39521) 1988 PQ     | 11 augusti 1988  |